# Puente Gazela
El Puente Gazela (serbio: Most Gazela; serbio cirílico: Mост Газела, que significa gacela) es el puente más importante sobre el río Sava de Belgrado, Serbia. Forma parte de la Ruta europea E75 que pasa por el centro de la ciudad, y que vertebra la conexión de Belgrado con Niš, al sur, y Novi Sad, al norte. 

## Historia
Fue proyectado por las autoridades de la Yugoslavia socialista para aliviar el tráfico del Puente de Branko y el Puente Viejo del Sava, que eran los únicos existentes en la ciudad sobre el río Sava destinados al tráfico. Fue diseñado por un grupo de ingenieros liderados por Milan Đurić, y construido por la empresa Mostogradnja entre 1966 y 1970. Su nombre, gacela se debe a las palabras de Đorđe Lazarević, presidente de la comisión de la construcción, quien declaró «este puente sobre el Sava saltará como una gacela sobre nuestras cabezas». Fue inaugurado el 4 de diciembre de 1970 en presencia de presidente de Yugoslavia, Josip Broz Tito y el alcalde de Belgrado, Branko Pešić.

## Características
Gazela mide 332 m de largo y 27,5 m totales de ancho, y dispone de tres carriles en cada dirección, que suman un ancho vial total de 21,8 m. Está construido en una combinación de puente viga y puente en arco, con una viga principal soportada por pilares de acero y hormigón diagonales con base en ambas orillas del río. La altura máxima del tramo central es de 22,8 m sobre el nivel promedio del río.
El puente es la conexión principal entre el centro de Belgrado y Novi Beograd, y a través de él discurren las autopistas E70 y E75 a través de Serbia. Como tal, está extremadamente sobrecargado de tráfico y los atascos son frecuentes, ya que también forma parte del intercambiador principal de Belgrado. En promedio, más de 160 000 vehículos lo cruzan todos los días, a pesar de que fue diseñado inicialmente para ser utilizado por 40 000. Tras la renovación de 2011, las autoridades municipales declararon que podría soportar hasta 200.000 vehículos diarios durante los siguientes 40 años. Este flujo se espera que sea aliviado  cuando se complete la circunvalación de Belgrado, prevista para 2013. Ya se produjo un importante alivio tras la apertura al tráfico del nuevo puente Ada, el 1 de enero de 2012.